# Роналд Зоодсма
Роналд Зоодсма (нід. Ronald Zoodsma; нар. 5 вересня 1966) — нідерландський волейбольний тренер, колишній волейболіст, гравець національної збірної.

## Життєпис
Народився 5 вересня 1966 року в Снееку.
Грав у клубах «Анімо Снеек» (Animo Sneek, 1981—1985), «Мартінус» (Амстелвеен, 1985—1990), «Мільбертсгофен Монако» (Німеччина, 1990—1991; головний тренер — Стелян Мочулеску), «Ґабека» (1991—1992), «Ґабека-Екоплант» (1992—1994), «Ґабека Ґалатрон» (1994—1995, усі — Монтік'ярі), «Парі Воллей» (1995—1996), «Мерзер» (Мерс, 1996—1997), «Драйсма Динамо» (Апелдоорн, 1999—2001).

### Досягнення
Зі збірною
- Віцечемпіон Олімпійських ігор 1992[4]
- Віцечемпіон світу 1994 (Атени)[10]

Клубні
- Чемпіон Німеччини 1991[5]

### Сім'я
його сином є нідерландський волейболіст Рутґер Зоодсма.